# نمایه انفجارپذیری فوران آتشفشانی

همبستگی میان نمایه انفجارپذیری فوران آتشفشانی و حجم مواد خروجی آتشفشان

نمایه انفجارپذیری فوران آتشفشانی (به انگلیسی: volcanic explosivity index) یا نمایه شدت فوران آتشفشان که به اختصار با VEI نشان داده می‌شود، به‌روش اندازه‌گیری و محاسبه نسبی نیروی فورانی کوه‌های آتشفشان اطلاق می‌گردد.
این روش، مشابه با دستگاه اندازه‌گیری زمین‌لرزه، که واحد آن بزرگی گشتاوری است می‌باشد. این روش اندازه‌گیری توسط دو نفر زمین‌شناس شاغل در سازمان زمین‌شناسی ایالات متحده آمریکا به نام‌های کریس نیوهال و استیو سلف∗ در سال ۱۹۸۲ ارائه شد. ارتفاع ستون دود و حجم مواد خارج شده، فاکتورهای عمده درترتیب جدول سنجش انفجار هستند. ترتیب درجات برحسب افزایش لگاریتمی محاسبه شده، یعنی نیروی هر درجه، ده‌برابر درجهٔ پیشین است. تقسیم درجات از صفر تا هشت است که درجه صفر مبین فعالیت تقریباً کم‌خطر آتشفشان می‌باشد در صورتی‌که عدد هشت، فوران عظیم و سهمناکی را با تأثیرها جهانی نمایش می‌دهد. درجه ۹ نیز در این جدول قابل محاسبه می‌باشد اما درصورت وقوع چنین آتشفشانی، به‌احتمال قوی نابودی جهان حتمی خواهد بود.

## نمایه سنجش انفجار
| VEI  | ارتفاع ستون دود | حجم مذاب خارج شده                    | نوبت طغیان   |
| ---- | --------------- | ------------------------------------ | ------------ |
| صفر  | <۱۰۰ متر        | <۱۰٬۰۰۰ متر مکعب                     | روزانه       |
| یک   | ۱۰۰ – ۱۰۰۰ متر  | ۱۰٬۰۰۰–۱٬۰۰۰٬۰۰۰ متر مکعب            | روزانه       |
| دو   | ۱ – ۵ کیلومتر   | ۱٬۰۰۰٬۰۰۰–۱۰٬۰۰۰٬۰۰۰ متر مکعب        | هفتگی        |
| سه   | ۳ – ۱۵ کیلومتر  | ۱۰٬۰۰۰٬۰۰۰ مترمکعب - ۰٫۱ کیلومترمکعب | سالانه       |
| چهار | ۱۰ – ۲۵ کیلومتر | ۰٫۱–۱ کیلومترمکعب                    | > ۱۰ سال     |
| پنج  | > ۲۵ کیلومتر    | ۱–۱۰ کیلومترمکعب                     | > ۱۰۰ سال    |
| شش   | > ۲۵ کیلومتر    | ۱۰–۱۰۰ کیلومترمکعب                   | > ۱۰۰ سال    |
| هفت  | > ۲۵ کیلومتر    | ۱۰۰–۱۰۰۰ کیلومترمکعب                 | > ۱۰۰۰ سال   |
| هشت  | > ۲۵ کیلومتر    | > ۱۰۰۰ کیلومترمکعب                   | > ۱۰٫۰۰۰ سال |
در طول یکصد هزار سال گذشته فقط یکبار انفجاری به‌شدت ۸ VEI به وقوع پیوسته∗
و در ده‌ هزار سال گذشته حداقل پنج انفجار آتشفشانی با درجه ۷ VEI اتفاق افتاده‌است.

## طبقه‌بندی
نمایه انفجارپذیری فوران آتشفشانی از ۰ تا ۸ طبقه‌بندی شده و فوران هر نمایه بستگی به مقدار مواد آتشفشانی پرتاب‌شده، مدت زمان زمان و ارتفاع فوران دارد. این نمایه از VEI-2 و بالاتر، نوعی مقیاس لگاریتمی است که افزایش ۱ واحد نمایه نشان‌دهنده فورانی ۱۰ برابر قدرتمندتر است. به این ترتیب، یک ناپیوستگی در تعریف VEI بین نمایه‌های ۱ و ۲ وجود دارد. حد زیرین حجم مواد خروجی با ضریب صد، از ۱۰٬۰۰۰ تا ۱٬۰۰۰٬۰۰۰ متر مکعب تغییر می‌کند، در حالی که ضریب بین تمام نمایه‌های بالاتر ۱۰ است. در جدول زیر فراوانی هر VEI نشان‌دهنده تعداد تقریبی فوران‌های جدید آن VEI یا بالاتر است.
| نمایه انفجارپذیری آتشفشان (VEI) | حجم پرتابه (توده) | طبقه‌بندی | توضیحات     | زبانه        | دوره          | پاشش تروپوسفری | پاشش استراتوسفری |         |
| نمایه انفجارپذیری آتشفشان (VEI) | حجم پرتابه (توده) | نمونه‌ها | نمونه‌ها     | نمونه‌ها      | نمونه‌ها       | نمونه‌ها        | نمونه‌ها          | نمونه‌ها |
| ------------------------------- | ----------------- | --- | ----------- | ------------ | ------------- | -------------- | ---------------- | ------- |
| ۰                               | < ۱۰۴ m۳          | فوران هاوایی | پرتاب‌کننده  | < ۱۰۰ m      | پیوسته        | ناچیز          | ندارد            |         |
| ۰                               | < ۱۰۴ m۳          | کیلاویا (فعال), قله ماوسون (فعال), آتشفشان دالول (۲۰۱۱), Holuhraun (۲۰۱۴–۲۰۱۵), Fagradalsfjall (2021), Piton de la Fournaise (۲۰۲۲), ماونا لوا (۱۹۷۵, ۱۹۸۴, ۲۰۲۲)                                                                     |             |              |               |                |                  |         |
| ۱                               | > ۱۰۴ m۳          | فوران نوع استرومبولی/ هاوایی | آرام        | ۱۰۰ m – 1 km | روزانه        | جزئی           | ندارد            |         |
| ۱                               | > ۱۰۴ m۳          | Yakedake (۱۹۹۵), جزیره رائول (۲۰۰۶), Havre Seamount (۲۰۱۲), Dieng Volcanic Complex (۱۹۶۴, ۱۹۷۹, ۲۰۱۷), کوه نیراگونگو (۱۹۷۷, ۲۰۰۲, ۲۰۲۱)                                                                                               |             |              |               |                |                  |         |
| ۲                               | > ۱۰۶ m۳          | فوران وولکانو/استرومبولی | انفجاری     | ۱–۵ km       | ۲ هفته        | متوسط          | ندارد            |         |
| ۲                               | > ۱۰۶ m۳          | استرومبولی (از ۱۹۳۴), کوه اتنا (فعال), کوه اونزن (۱۷۹۲), روآنگ (۱۸۷۱), جزیره ریتر (۱۸۸۸), گالراس (۱۹۹۳), ایه‌رو (۲۰۱۱–۲۰۱۲), جزیره سفید (فوران آتشفشانی جزیره سفید (۲۰۱۹))                                                             |             |              |               |                |                  |         |
| ۳                               | > ۱۰۷ m۳          | استرومبولی / وولکانی / فوران پله / نیمه پله‌ای | شدید        | ۳–۱۵ km      | ۳ ماه         | قابل توجه      | احتمالی          |         |
| ۳                               | > ۱۰۷ m۳          | سورت (۱۹۶۳–۱۹۶۷), نوادو دل روئیس (فاجعه آرمرو), کوه ردابت (۱۹۸۹–۱۹۹۰), Soufrière Hills (۱۹۹۷), کوه اونتاکه (۲۰۱۴), آتشفشان فوئگو (۲۰۱۸), Cumbre Vieja (۲۰۲۱)                                                                          |             |              |               |                |                  |         |
| ۴                               | > ۰٫۱ km۳         | فوران پله / فوران پلینیایی / نیمه پلینیایی | فاجعه‌بار    | > ۱۰ km      | ۱۸ ماه        | قابل توجه      | قطعی             |         |
| ۴                               | > ۰٫۱ km۳         | لکی (لکی), کوه باندای (۱۸۸۸), کوه پله (۱۹۰۲), کوه لمینگتون (۱۹۵۱), ایافیاتلایوکوتل (۲۰۱۰), کوه مراپی (۲۰۱۰), آتشفشان تال (فوران ۲۰۲۰ آتشفشان تال), سمرو (فوران سمرو ۲۰۲۱)                                                             |             |              |               |                |                  |         |
| ۵                               | > ۱ km۳           | فوران پله‌ای / پلینیایی | فاجعه‌آمیز   | > ۱۰ km      | ۱۲ سال        | قابل توجه      | با اهمیت         |         |
| ۵                               | > ۱ km۳           | وزوو (۷۹), کوه فوجی (آتشفشان هوئی), کوه تاراورا (۱۸۸۶), Mount Agung (1963), کوه سنت هلن (فوران کوه سنت هلن در سال ۱۹۸۰), ال چیچون (ال چیچون), پوئله-کوردون کول (۲۰۱۱), هونگا تونگا (فوران آتشفشان و سونامی ۲۰۲۲ (میلادی) هونگا تونگا) |             |              |               |                |                  |         |
| ۶                               | > ۱۰ km۳          | فوران پلینیایی / فرا پلینیایی | غول‌آسا      | > ۲۰ km      | ۵۰–۱۰۰ سال    | قابل توجه      | قابل توجه        |         |
| ۶                               | > ۱۰ km۳          | دریاچه ایلوپانگو (۴۵۰), کیلوتوآ (۱۲۸۰), هوایناپوتینا (هوایناپوتینا), کراکاتوآ (فوران ۱۸۸۳ آتشفشان کراکاتوآ), آتشفشان سانتا ماریا (آتشفشان سانتا ماریا), نواروپتا (۱۹۱۲), کوه پیناتوبو (۱۹۹۱)                                          |             |              |               |                |                  |         |
| ۷                               | > ۱۰۰ km۳         | فرا پلینیایی | اَبَر غول‌آسا  | > ۲۰ km      | ۵۰۰–۱٬۰۰۰ سال | قابل توجه      | قابل توجه        |         |
| ۷                               | > ۱۰۰ km۳         | Long Valley (760 kyr), منطقه فلگریا (۳۷ هزار سال پیش), آیرا (۲۲ هزار سال پیش), مازاما (۵۷۰۰ پیش از میلاد), کیکایی (۴۳۰۰ پیش از میلاد), سانتورینی (۱۶۲۰ پیش از میلاد), سامالاس (۱۲۵۷), کوه تامبورا (فوران ۱۸۱۵ کوه تمبورا)             |             |              |               |                |                  |         |
| ۸                               | > ۱٬۰۰۰ km۳       | فرا پلینیایی | کلان غول‌آسا | > ۲۰ km      | > ۵۰٬۰۰۰ سال  | گسترده         | گسترده           |         |
| ۸                               | > ۱٬۰۰۰ km۳       | فلت لندینگ بروک (اردویسین), چشمه‌های واه واه (۳۰ میلیون سال پیش), لا گاریتا (۲۶٫۳ میلیون سال پیش), غول‌دهانه یلواستون (۲٫۱ میلیون سال پیش، ۶۴۰ هزار سال پیش), دریاچه توبا (نظریه فوران آتشفشان توبا), تائوپو (۲۶٫۵ هزار سال پیش)        |             |              |               |                |                  |         |